# Лајонел Чалмерс
Лајонел Чалмерс (енгл. Lionel Chalmers; Олбани, Њујорк, 10. новембар 1980) је бивши амерички кошаркаш. Играо је на позицији плејмејкера.

## Успеси

### Клупски
- Левски Софија:
  - Првенство Бугарске (1): 2013/14.